# Senat de Romania
El Senat de Romania (en romanès Senat) és la cambra alta del Parlament bicameral de Romania. Té 134 escons i els seus membres són elegits per sufragi universal directe amb un mandat de quatre anys.

## Composició

### VI Legislatura (30 de novembrede2008)
| Partit                                                 | % Escons 30-11-2008 | Escons 30-11-2008 | % Escons Actualment | Escons Actualment | Dif. |
| Partit Demòcrata-Liberal                               | 37,22%              | 51                | 29,85%              | 40                | -11  |
| Partit Socialdemòcrata de Romania + Partit Conservador | 35,77%              | 49 (48+1)         | 32,09%              | 43 (42+1)         | -6   |
| Partit Nacional Liberal                                | 21,17%              | 28                | 19,40%              | 26                | -2   |
| Unió Nacional pel Progrés de Romania                   | -                   | -                 | 9,70%               | 13                | +13  |
| Unió Democràtica d'Hongaresos de Romania               | 6,57%               | 9                 | 5,97%               | 8                 | -1   |
| Independents                                           | -                   | -                 | 1,49%               | 2                 | +2   |
| Total                                                  | 100,00%             | 137               | 100,00%             | 134               | -3   |

### V Legislatura (28 de novembrede2004-30 de novembrede2008)
En les eleccions legislatives de Romania de l'any 2004 celebrades el 28 de novembre, la formació política Aliança Justícia i Veritat guanyava el nombre més gran d'escons, tot i que cap formació política va aconseguir la majoria absoluta. El President actual del Senat de Romania és Mircea Geoană, del Partit Socialdemòcrata de Romania i que fou elegit el 19 de desembre de 2008.
Fins a l'abril de 2007, l'Aliança de Justícia i Veritat governava en coalició amb altres formacions polítiques menors. A partir de l'abril de 2007 després de la ruptura de l'Aliança de Justícia i Veritat, el Partit Nacional Liberal i la Unió Democràtica d'Hongaresos de Romania varen formar una coalició governamental minoritària.
| Partits                                                                 | % l'any 2004   | Escons l'any 2004 | % l'any 2000 | Escons l'any 2000 |
| ----------------------------------------------------------------------- | -------------- | ----------------- | ------------ | ----------------- |
| Aliança Justícia i Veritat • Partit Nacional Liberal • Partit Demòcrata | 36,5 21,1 15,4 | 50 29 21          | - 9,29       | - 13              |
| Partit Socialdemòcrata de Romania                                       | 31,4           | 43                | 46,43        | 65                |
| Partit de la Gran Romania                                               | 13,1           | 18                | 26,43        | 37                |
| Partit Conservador                                                      | 8,0            | 11                | -            | -                 |
| Unió Democràtica d'Hongaresos de Romania                                | 7,3            | 10                | 8,57         | 12                |
| Independients                                                           | 3,7            | 5                 | -            | -                 |
| Total                                                                   | 100            | 137               | 100          | 140               |

### IV Lesgislatura (26 de novembrede2000-28 de novembrede2004)
Les eleccions legislatives de la legislatura 2000 – 2004 es van celebrar el 26 de novembre de 2000, essent la formació política guanyadora el Partit Socialdemòcrata de Romania. El President del Senat de Romania va ser al llarg de tot aquest període Nicolae Văcăroiu, que fou elegit el desembre 2000. L'assignació d'escons al llarg de tota aquesta legislatura va ser la següent:

| Partit                                   | % Escons | Escons |
| Partit Socialdemòcrata de Romania        | 46.43    | 65     |
| Partit de la Gran Romania                | 26.43    | 37     |
| Partit Nacional Liberal                  | 9.29     | 13     |
| Partit Demòcrata                         | 9.29     | 13     |
| Unió Democràtica d'Hongaresos de Romania | 8.57     | 12     |
| Altres                                   | 0.00     | 0      |

## Presidents del Senat
| Període                                         | Nom                         | Partit    |
| ----------------------------------------------- | --------------------------- | --------- |
| 18 de juny de 1990- 22 d'octubre de 1992        | Alexandru Bârlădeanu        | FSN       |
| 22 d'octubre de 1992 - 27 de novembre de 1996   | Oliviu Gherman              | FDSN/PDSR |
| 27 de novembre de 1996 - 4 de febrer de 2000    | Petre Roman                 | PD        |
| 4 de febrer de 2000 - 15 de desembre de 2000    | Mircea Ionescu-Quintus      | PNL       |
| 15 de desembre de 2000 - 14 d'octubre de 2008   | Nicolae Văcăroiu            | PDSR/PSD  |
| 14 - 28 d'octubre de 2008                       | Doru Ioan Tǎrǎcilǎ (Interí) | PSD       |
| 28 d'octubre - 19 de desembre de 2008           | Ilie Sârbu                  | PSD       |
| 19 de desembre de 2008 - 23 de novembre de 2011 | Mircea Geoană               | PSD       |
| 23 de novembre de 2011 - 28 de novembre de 2011 | Petru Filip (Interí)        | PD-L      |
| 28 de novembre de 2011 - 3 de juliol de 2012    | Vasile Blaga                | PD-L      |
| 3 de juliol de 2012 - actualitat                | Crin Antonescu              | PNL       |